# Uranophora walkeri
Uranophora walkeri là một loài bướm đêm thuộc phân họ Arctiinae, họ Erebidae.